# Zákon na ochranu lidově demokratické republiky
Zákon č. 231/1948 Sb., na ochranu lidově demokratické republiky, byl v komunistickém Československu přijat dne 6. října 1948 s účinností od 24. října 1948, zrušen byl trestním zákonem k 1. srpnu 1950.

## Popis
Šlo o zvláštní trestní zákon, který obsahoval skutkové podstaty trestných činů proti státu, kterýžto termín byl však široce vykládán a byl užíván (zejména v ustanovení o rozvracení lidovědemokratického zřízení) k potlačení disidentských, demokratických a kulturních aktivit, které nebyly podle soudobého výkladu v souladu se zájmy vedoucí úlohy strany a komunistického režimu. Dále šlo o trestné činy proti vnější bezpečnosti státu, proti vnitřní bezpečnosti státu a proti mezinárodním vztahům. Řízení o nejzávažnějších trestných činech vedl Státní soud.

## Postihované trestné činy
- velezrada
- ničení samostatnosti nebo ústavní jednotnosti republiky
- odtržení území od republiky
- rozvracení lidově demokratického zřízení
- násilné znemožnění ústavní činnosti prezidenta republiky nebo jeho náměstka, zákonodárného sboru nebo vlády (sboru pověřenců)
- přímý nebo nepřímý styk s cizí mocí nebo s cizími činiteli
- odpor branné moci
- sdružování proti státu
- pobuřování proti republice
- hanobení republiky
- vyzvědačství
- nedbalé uchovávání státního tajemství
- ohrožení obrany republiky
- dokumentace vojenských zařízení za účelem vyzrazení cizí moci
- válečné škůdnictví
- válečná zrada
- nedovolené zpravodajství
- účast a nadržování při vojenském zločinu nebo přečinu
- útoky na život ústavních činitelů.
- vražda prezidenta republiky nebo jeho náměstka
- vražda člena vlády (sboru pověřenců) nebo člena zákonodárného sboru
- tělesné poškození ústavních činitelů
- spolčení k útokům na ústavní činitele
- násilí na ústavních činitelích
- osobování si pravomoci ústavních činitelů
- násilí na veřejných sborech
- ublížení na cti prezidentu republiky
- hanobení některých ústavních činitelů
- podpora a propagace fašismu a podobných hnutí
- navádění k násilnému činu
- hanobení národa nebo rasy
- zneužití úřadu duchovního nebo jiné podobné funkce
- nedovolené ozbrojování
- šíření poplašné zprávy
- podněcování k trestnému činu a k neplnění zákonných povinností
- schvalování trestného činu
- nepřekažení nebo neoznámení trestného činu
- hospodářská sabotáž
- ohrožování jednotného hospodářského plánu z nedbalosti
- neoprávněné opuštění území republiky a neuposlechnutí výzvy k návratu
- poškozování zájmu republiky v cizině
- hanobení spojeneckého státu
- podněcování k útočné válce[1]

Sankce:
- ztráta občanských práv[2]
- ztráta státního občanství[2] - tyto ztráty byly trvalé.[3]
- ztráta práva volebního
- ztráta práva zastávat funkce ve veřejných organizacích
- ztráta práva činit veřejné projevy slovem nebo tiskem - tyto ztráty byly dočasné.[3]

## Derogace
Zrušil prvorepublikový zákon na ochranu republiky (č. 50/1923 Sb. z. a n.). 
Zákon na ochranu lidově demokratické republiky byl zrušen trestním zákonem (č. 86/1950 Sb.)